# Kase-san
Kase-san (加瀬さんシリーズ?, Kase-san shirīzu), anche noto come Kase-san series o Kase-san and..., è un manga yuri scritto e disegnato da Hiromi Takashima, edito da Shinshokan dal 26 agosto 2010 al 23 marzo 2017. Un sequel, intitolato Yamada to Kase-san., ha avuto inizio sul Wings sempre di Shinshokan il 28 aprile 2017. Un adattamento ONA di 5 minuti, intitolato Kimi no hikari ~Asagao to Kase-san.~ e prodotto da Zexcs, è stato pubblicato su YouTube il 7 maggio 2017, seguito da un OAV di circa un'ora pubblicato l'anno successivo.

## Personaggi
Yui Yamada (山田 結衣?, Yamada Yui)
Doppiata da Minami Takahashi nell'OAV.
Tomoka Kase (加瀬 友香?, Kase Tomoka)
Doppiata da Ayane Sakura nell'OAV.
Mikawa (三河?)
Doppiata da Ibuki Kido nell'OAV.
Akane Inoue (井上 茜?, Inoue Akane)
Doppiata da Minako Kotobuki nell'OAV.

## Media

### Manga
Il manga, scritto e disegnato da Hiromi Takashima, è stato serializzato sulla rivista Hirari di Shinshokan dal 26 agosto 2010 al 2014 ed è stato poi trasferito sul Flash Wings dal 2014 al 23 marzo 2017. I vari capitoli sono stati raccolti in quattro volumi tankōbon, pubblicati tra il 28 luglio 2012 e il 25 luglio 2017. In America del Nord i diritti sono stati acquistati da Seven Seas Entertainment mentre in Italia è edito dalla casa editrice J-pop.
Un sequel dal titolo Yamada to Kase-san. (山田と加瀬さん。?), sempre a cura di Takashima, ha iniziato la serializzazione sulla rivista Wings sempre di Shinshokan il 28 aprile 2017.

### Anime
Annunciato il 23 marzo 2017 con l'apertura del sito ufficiale, un adattamento ONA di 5 minuti, intitolato  Kimi no hikari ~Asagao to Kase-san.~ (キミノヒカリ ~あさがおと加瀬さん。~?) e prodotto da Zexcs per la regia di Takuya Satō, è stato pubblicato sul canale YouTube di Pony Canyon il 7 maggio 2017. La canzone è Kimi no egao (album ver.) (君の笑顔 (album ver.)?) di Hanako Oku. Un disco Blu-ray contenente la clip animata è stato pubblicato insieme all'edizione speciale del quarto volume del manga Epuron to Kase-san il 25 luglio 2017.